# Przejście graniczne Berżniki-Kapčiamiestis
Przejście graniczne Berżniki-Kapčiamiestis – istniejące w latach 2006–2007 polsko-litewskie drogowe przejście graniczne położone w województwie podlaskim, w powiecie sejneńskim, w gminie Sejny, w miejscowości Berżniki.

## Opis
Przejście graniczne Bereżniki-Kapčiamiestis z miejscem odprawy po stronie litewskiej w miejscowości Kapčiamiestis powstało 1 września 2006. Funkcjonowało od 1 maja do 1 października w godz. 9.00–21.00 czasu litewskiego co odpowiada godz 8.00–20.00 czasu polskiego. Dopuszczony był ruch osobowy: pieszo, konno, rowerami, motorowerami i motocyklami dla obywateli państw członkowskich Unii Europejskiej, Europejskiego Obszaru Gospodarczego oraz innych państw, które nie należały do Unii Europejskiej, ale na podstawie umów zawartych z Unią Europejską korzystały ze swobodnego przepływu osób oraz członków ich rodzin.
21 grudnia 2007 na mocy układu z Schengen przejście zostało zlikwidowane.